# Красноярка (Бугурусланський район)
Красноя́рка (рос. Красноярка) — село у складі Бугурусланського району Оренбурзької області, Росія.

## Населення
Населення — 516 осіб (2010; 527 у 2002).
Національний склад (станом на 2002 рік):
- росіяни — 88 %